# Афанасьевский мост
Афанасьевский мост — мост в юго-западной части города Воскресенск через Москву-реку на дороге Ачкасово — Городище —Глиньково — улица Гиганта. Соединяет село Ачкасово с микрорайоном Цемгигант.

## История
Мост был построен в 1959—1961 годах. Он представляет собой технологический мост на дороге, соединяющей Афанасьевский карьер, расположенный на правом берегу реки Москвы, и цементный завод «Гигант» (открытый в 1936 году) и Воскресенский цементный завод (открытый в 1913 году), на противоположном берегу. По мосту БелАЗы доставляли известняк на заводы, которые в 1972 году были объединены в «Воскресенскцемент».
Изначально движение по мосту было по двум полосам, но в 2011 году для снижения нагрузки на мост проезжая часть была заужена столбиками и установлены светофоры для реверсивного движения. После закрытия в 2014—2016 годах двух цементных заводов, управлявшихся на тот момент ОАО «Лафарж-Цемент», движение большегрузных БелАЗов по мосту было прекращено, проезд заузили до одной полосы с устройством реверсивного движения по светофорам. Однако проезд грузового транспорта запрещён не был и состояние моста продолжало ухудшаться. Мост был признан аварийным и 8 июля 2018 года движение по нему было полностью закрыто, включая пешеходное.
Затем началось строительство нового моста в рамках государственной программы Московской области «Развитие и функционирование дорожно-транспортного комплекса на 2017—2024 годы», нацпроекта «Безопасные качественные дороги» и «Президентские проекты России».9 июля 2021 года, с опережением графика на 7 месяцев, состоялось открытие нового моста. Новый Афанасьевский мост:
- разгрузит Воскресенск от потока транзитного транспорта;
- обеспечит альтернативный выезд на федеральные трассы А108 и Новорязанское шоссе;
- улучшит транспортную доступность трех крупных микрорайонов города, где живут 40 тысяч человек.

Мост построен по современным технологиям и рассчитан на проезд крупногабаритного грузового транспорта. Благодаря отсутствию светофоров здесь не будет пробок, а скорость движения составит порядка 70 км/ч. Теперь до центра города можно добраться всего за 20 минут, а до Новорязанского шоссе — за 25 минут.
После открытия нового моста старый будет демонтирован силами компании ООО «ГлавДемонтажСтрой-1».